# International New York Times
Pour les articles homonymes, voir Herald et IHT.
L'International New York Times (précédemment l'International Herald Tribune, également appelé IHT ou le « Tribune ») est un quotidien américain de langue anglaise dont le siège se situait en France, à La Défense (banlieue ouest de Paris), jusqu'à son départ en 2016. La ligne du journal est très libérale pour les questions économiques.

## Histoire

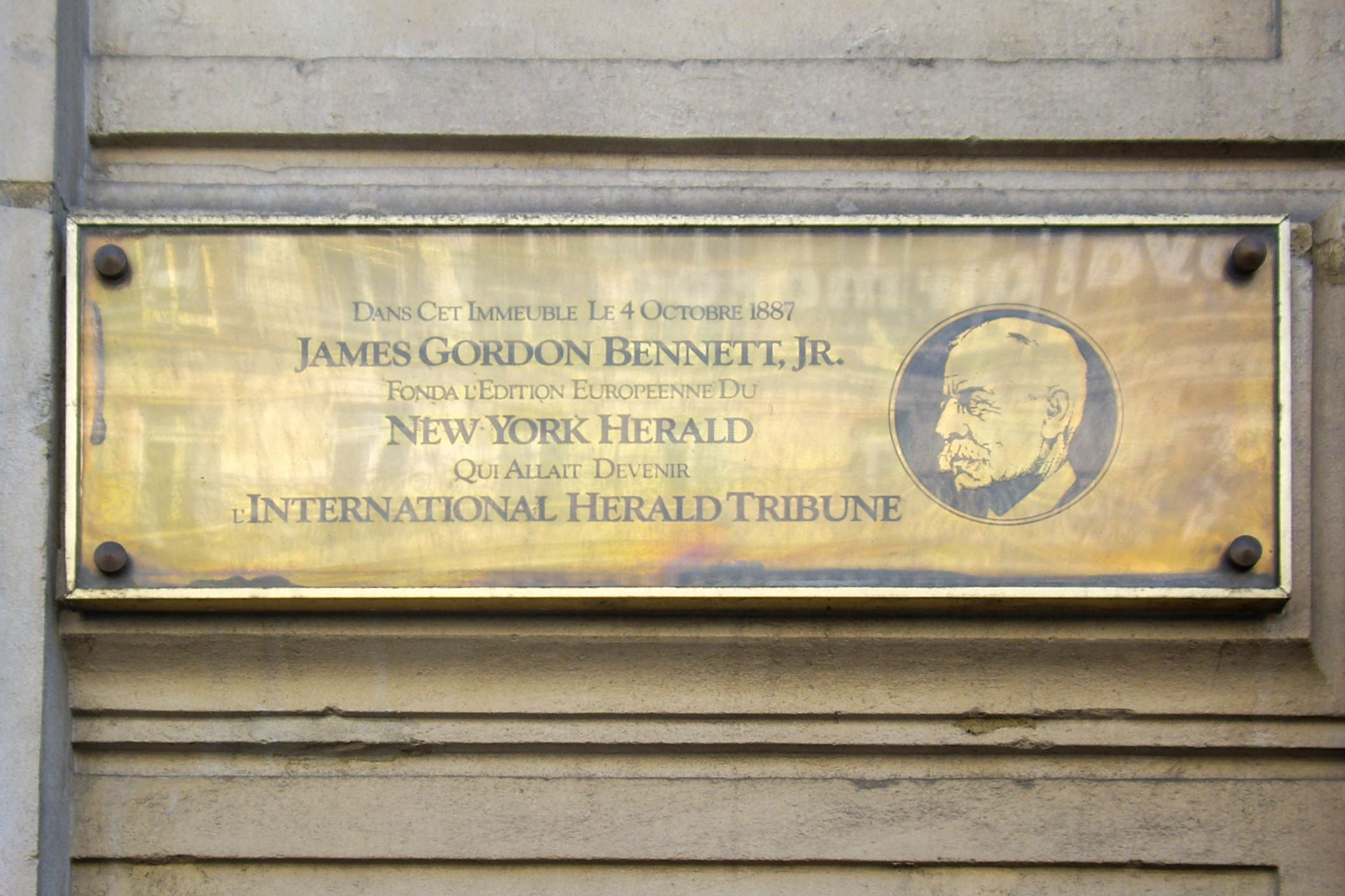
Plaque commémorative 49 avenue de l'Opéra (Paris), au sujet de la fondation du journal.

Créé en 1887 à Paris — 49 avenue de l'Opéra comme le signale une plaque commémorative —, par le journaliste américain James Gordon Bennett junior (1841-1918), le quotidien Paris Herald puis New York Herald Tribune est une édition européenne du grand quotidien New York Herald, créé et développé par son père James Gordon Bennett senior, il avait une large ouverture sur l'actualité internationale. Cette édition était notamment destinée aux Américains expatriés. 
Le New York Herald est le premier à avoir publié la photographie Lunch atop a Skyscraper montrant en 1932 des ouvriers déjeunant sur une poutrelle métallique au-dessus du vide lors de la construction du Rockefeller Center.
Durant l’Occupation, la publication du New York Herald fut suspendue et remplacée par le journal germanophone, la Pariser Zeitung, elle reprendra à la Libération. À la suite de l’arrêt de l’édition new-yorkaise du New York Herald en 1966, l’édition internationale fut reprise à parité par le Washington Post et le New York Times, qui le rebaptisèrent International Herald Tribune. Les deux tiers du lectorat ne sont pas américains. Depuis 2003, The New York Times Company  est l’actionnaire unique du International Herald Tribune. En décembre 2007, le International Herald Tribune lance un supplément gratuit pour l’édition du week-end, le T qui est consacré au monde du luxe. 
Édité à Paris jusqu'en 2016, imprimé dans 39 villes et lu dans 180 pays, soit la quasi-totalité des pays du monde. En 2012, il avait une diffusion quotidienne moyenne de 224 771 exemplaires.
Le 15 octobre 2013, le journal devient une déclinaison du New York Times, qui le rebaptise International New York Times.

### Identité visuelle (logo)

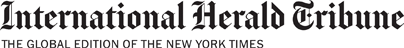
Logotype jusqu'en 2013.
Logo à partir du 15 octobre 2013.

## Dans la fiction
L'actrice américaine Jean Seberg entra dans la légende du cinéma français, et particulièrement de la Nouvelle Vague, en déclamant « New York Herald Tribune ! » sur les Champs-Élysées, dans le film À bout de souffle de Jean-Luc Godard, avec Jean-Paul Belmondo.
Le journal fait également une apparition dans le film Anthony Zimmer de Jérôme Salle. En effet, le malfrat Anthony Zimmer utilise les petites annonces du quotidien afin d'envoyer des messages codés.

## Annexe